# Лихой (Ростовская область)
Лихой — хутор в Красносулинском районе Ростовской области.
Административный центр Комиссаровского сельского поселения.

## География
По хутору протекает река Лихая.

### Улицы
| - ул. Буденного - ул. Гагарина - ул. Ленина - ул. Максима Горького - ул. Новоселов - ул. Победы Революции | - ул. Подгорная - ул. Пушкина - ул. Садовая - ул. Советская - ул. Украинская - ул. Чичерина | - пер. Заречный - пер. Колодезный - пер. Шахтерский - пер. Школьный |

## История
Возник хутор в начале XIX века у почтового тракта. Существует несколько версий, объясняющих его название. Место где возник хутор, было глухое, разбойничье, лихое. Отсюда и название. Главарем банды, грабившей проезжавших по тракту, был некий Лихачев, основавший хутор. По его фамилии — и название хутора. Но наиболее вероятной, хотя и не такой романтичной, является версия названия хутора по речке Лихой, протекающей через него. Название реки Лихая упоминается задолго до основания хутора, ещё в знаменитой «Книге Большому Чертежу» 1627 года: «А ниже Каменки Лихой колодезь пал в Донец под Гребенными горами, берегом ехать верст с 40, а прямо степью верст c 10».
Колодезем тогда именовался как собственно колодец, так и родник, источник и ручей от источника этого протекающий. Гребенные горы — это горы «две сестры» на берегу реки Северский Донец в 5 км ниже устья реки Лихой. Большая Каменка и Малая Каменка — реки выше по течению Северского Донца. Название хутора впоследствии было дано и железнодорожной станции Лихая, и образованному при станции посёлку Лиховской.
В начале XIX века эти земли принадлежали донскому помещику, отставному полковнику Константину Фомину. Одно время хутор назывался по имени его владельца Фомино-Лиховским.
С 1854 года хутор Лихой стал казачьим хутором и входил в юрт Владимирской станицы. К началу XX века в хуторе было 235 дворов, 109 из них казачьих, 1500 жителей.
На хуторе расположена Шахта № 410 — угледобывающее предприятие Красносулинского района Ростовской области. В июле 2012 шахту купила украинская компания ДТЭК.

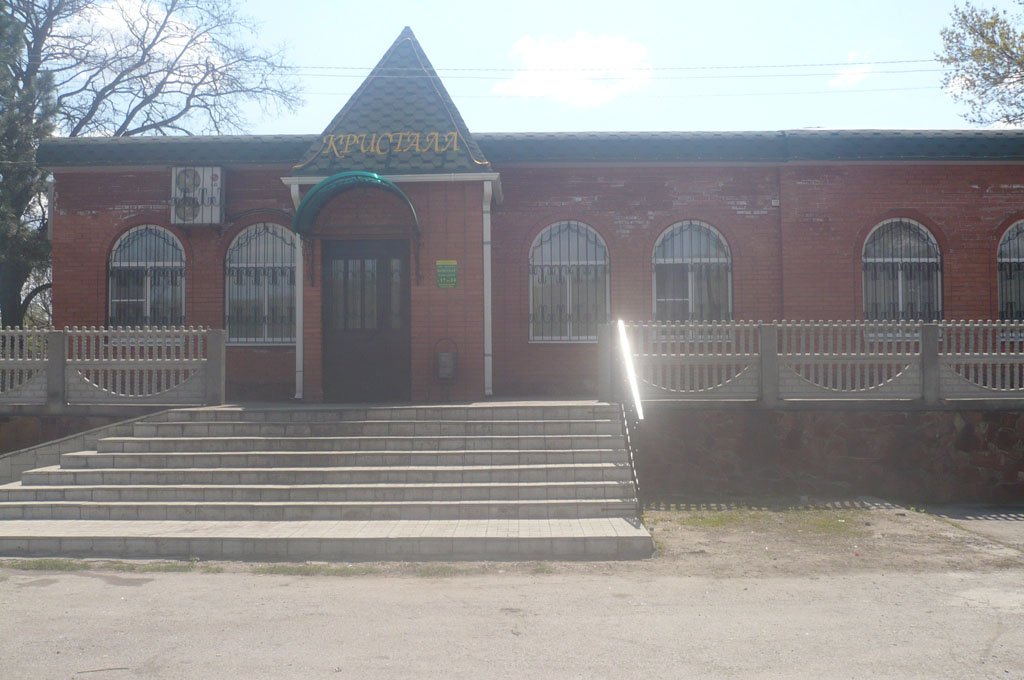
Кафе
Памятник на въезде в хутор
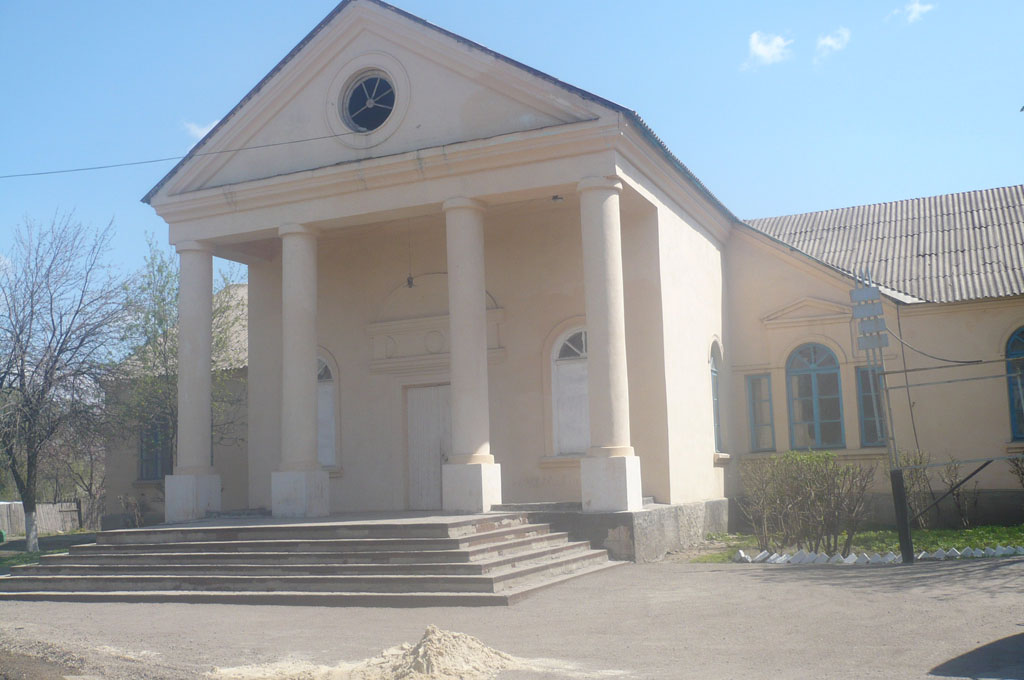
Кинотеатр «Заря»

## Население
| 2002 | 2010  |
| ---- | ----- |
| 3107 | ↗3162 |

| Численность населения, чел. | Численность населения, чел. | Численность населения, чел. | Численность населения, чел. | Численность населения, чел. | Численность населения, чел. |
| 1959                        | 1970                        | 1979                        | 1989                        | 2002                        | 2010                        |
| --------------------------- | --------------------------- | --------------------------- | --------------------------- | --------------------------- | --------------------------- |
| −                           | −                           | −                           | −                           | 3 107                       | 3 162                       |

## Достопримечательности
- Степные терриконы.
- Церковь Георгия Победоносца
- Братская могила с мемориальным комплексом и однофигурным памятником высотой 2,8 м на постаменте.

Мемориал ВОВ
Общий вид
Центральная фигура
Левая стела
Правая стела